# Campagne de l'Élysée
Pour les articles homonymes, voir Élysée.
La campagne de l'Élysée est un bâtiment situé sur le territoire de la commune vaudoise de Lausanne, en Suisse.

## Histoire
Le site sur lequel se trouve la maison actuelle était originellement occupé par une église dédiée à Saint-Théodule jusqu'au XVIe siècle. Le domaine est ensuite vendu à des particuliers qui la transforment en maison tout en conservant le clocher, transformé en tour selon un plan datant de la fin du XVIIe siècle.
La campagne telle que nous la connaissons est bâtie par l'architecte Abraham Fraisse entre 1780 et 1783 pour le compte du militaire Henri de Mollins ; elle prend son nom d'Elysée en 1834, après avoir notamment accueilli Germaine de Staël, Benjamin Constant et Juliette Récamier. Parmi ses propriétaires successifs, on trouve en particulier le banquier William Haldimand et Victor de Constant, frère du photographe Constant Delessert.
Le canton de Vaud achète la campagne ainsi que le domaine attenant en 1971. Après restauration en 1974-1980 par l'architecte Claude Jaccottet, la partie nord du bâtiment est aménagée en musée et accueille successivement le cabinet cantonal des estampes de 1980 à 1985, puis le Musée de l'Élysée, fondé par Charles-Henri Favrod, de 1985 à 2020 (jusqu'à son déménagement dans le pôle muséal Plateforme 10).
Inscrite comme bien culturel suisse d'importance nationale de même que le musée homonyme, la campagne de l'Élysée est également utilisé par le Conseil d'État du canton pour organiser des réceptions officielles ainsi que, depuis le début des années 2000, comme salle de réunion en alternance avec le château Saint-Maire, siège officiel du gouvernement cantonal.